# Tommy Robredo
Tommy Robredo (Hostalric, 1º maggio 1982) è un allenatore di tennis ed ex tennista spagnolo.
Nell'agosto 2006 ha raggiunto la 5ª posizione del ranking ATP in singolare, specialità in cui ha vinto in carriera 12 titoli del circuito maggiore, tra i quali il Masters Series di Amburgo 2006. In doppio si è aggiudicato 5 titoli ATP e nell'aprile 2009 è arrivato al 16º posto del ranking. Ha vinto inoltre con la Spagna la Coppa Davis 2004. Nelle prove del Grande Slam non ha mai superato i quarti di finale in singolare, mentre in doppio ha disputato per tre volte la semifinale agli US Open. Ha preso parte alla prestigiosa Masters Cup nel 2006.

## Vita privata
Il suo nome di battesimo deriva dall'omonima rock opera degli Who, di cui il padre è grande ammiratore.
Nel tempo libero pratica golf, mountain bike, equitazione, quad bike. Gli piace andare al mare e il suo colore preferito è il blu. È un grande fan del programma televisivo statunitense 24. Nel maggio 2006 rivela di aver rotto il rapporto sentimentale con la tennista argentina Gisela Dulko dopo circa un anno di relazione. Nel dicembre del 2019, si sposa con la connazionale Patricia Berga nella sua città natale.
Ha avuto come sponsor Sergio Tacchini per l'abbigliamento sportivo, Dunlop per le racchette da tennis, TW Steel, e l'azienda ucraina Food Company. I suoi miti dell'infanzia sono stati Stefan Edberg, John McEnroe, Pete Sampras, Andre Agassi e diversi giocatori spagnoli. Arantxa Sánchez è la sua giocatrice preferita. Alcuni tifosi lo han chiamato "Disco Tommy" per i capelli lunghi che portava durante la stagione 2006; Robredo ha riferito che chiama il suo allenatore "Presidente Palmer", mentre il suo allenatore lo chiama "Jack Bauer" (da 24).
Impegnato in ambito sociale, ha vinto alcuni premi per le sue opere di beneficenza; in particolare ha dato vita alla "Tommy Robredo Foundation", che promuove lo sport per i disabili, ed è direttore del Santi Silvas Open, torneo internazionale di tennis in carrozzina. Oltre allo spagnolo e al catalano, parla inglese, francese e italiano.

## Carriera

### Juniores
A 14 mesi prende in mano per la prima volta la racchetta nel campo da tennis della fabbrica di Hostalric dove lavorava la madre. La famiglia si trasferisce quindi a Olot, in Provincia di Girona, dove il padre dirige il locale Natació Club, in cui Tommy comincia a giocare a tennis all'età di 5 anni su superfici dure. Nel 1992 i tecnici della Federazione Tennis catalana rimangono impressionati quando lo vedono raggiungere la semifinale in un torneo a Reus e fanno in modo che la federazione lo sostenga finanziariamente. Jordi Font, Carlos Vicens, Joan e Joaquín Pérez Muñoz lo seguono settimanalmente fino al 1996, quando era allenato dal padre. Quello stesso anno inizia a giocare sulla terra rossa a Barcellona.
Si aggiudica nel 1998 la coppa del mondo giovanile in singolare e in doppio in coppia con Marc López. Nel giugno 1999 perde in semifinale del Roland Garros juniores contro David Nalbandian. In dicembre viene eliminato in semifinale del doppio all'Orange Bowl. Vince il suo unico titolo di categoria in singolare nel gennaio 2000 battendo in finale Andy Roddick agli Australian Hardcourt Junior Championships, torneo di Grade 1, e perde quella in doppio in coppia con Nicolas Mahut. La settimana dopo all'Australian Open juniores viene sconfitto in semifinale in singolare da Mario Ančić e vince il torneo di doppio con Mahut. In giugno raggiunge la finale sia in singolare che in doppio al Roland Garros juniores, perdendo la prima contro il francese Paul-Henri Mathieu e vincendo la seconda in coppia con Marc Lopez. I suoi migliori ranking da juniores sono stati l'8º in singolare e il 5º in doppio, disputa l'ultimo torneo nell'agosto 2000 e si dedica al professionismo.

### Inizi nel professionismo, un titolo ITF e due Challenger
Gioca i primi tornei professionistici dell'ITF Men's Circuit nel 1998, perdendo la sua prima finale nel Futures Spain F6 contro Nicolás Massú. Nell'aprile 1999 esordisce nell'ATP World Tour a Barcellona battendo a sorpresa al primo turno il nº 57 ATP Davide Sanguinetti e al secondo il nº 25 Marat Safin, prima di arrendersi al terzo contro il nº 8 Todd Martin. Questi risultati lo proiettano nella top 300 del ranking ATP. Nei successivi tornei Challenger non ottiene grandi risultati e in settembre vince il suo primo titolo ITF al Futures Spain F8 di Santander battendo in tre set in finale Albert Montañés.
Nella primavera del 2000 perde contro Germán Puentes la sua prima finale di un torneo Challenger a Barletta e con la semifinale raggiunta la settimana dopo al Challenger di Cagliari entra per la prima volta nella top 200 del ranking. In giugno vince per la prima volta un Challenger a Espinho battendo in finale Jimy Szymanski. In ottobre si ripete nel Challenger di Siviglia superando in finale Óscar Serrano. Chiude la stagione raggiungendo il suo nuovo best ranking ATP al 131º posto.

### 2001, primo titolo ATP, top 30 e prima vittoria su un top 10
Inizia il 2001 raggiungendo in gennaio la sua prima semifinale in un torneo ATP a Chennai. Subito dopo debutta in un torneo del Grande Slam perdendo al primo turno all'Australian Open. Malgrado i risultati mediocri ottenuti nel periodo successivo, in febbraio entra per la prima volta tra i primi 100 della classifica mondiale. In aprile raggiunge per la prima volta una finale ATP a Casablanca, dove perde in due set da Guillermo Cañas. A Barcellona arriva in finale nel torneo di doppio in coppia con Fernando Vicente. A fine maggio debutta al Roland Garros e raggiunge gli ottavi, perdendo contro il nº 7 ATP Evgenij Kafel'nikov. Due settimane dopo arriva in semifinale al torneo ATP sull'erba di 's-Hertogenbosch, sconfitto di nuovo da Canas. Viene quindi eliminato al secondo turno al suo debutto a Wimbledon.
Dopo i quarti raggiunti a Båstad e gli ottavi a Stoccarda, il 29 luglio 2001 vince il primo titolo ATP in carriera al torneo di Sopot superando in finale Albert Portas con il risultato di 1-6, 7-5, 7-6. A fine agosto fa il suo esordio agli US Open e supera al terzo turno per la prima volta in carriera un top 10, il nº 5 del mondo Juan Carlos Ferrero, che batte con il punteggio di 7-6, 4-6, 6-4, 4-6, 7-6; negli ottavi viene sconfitto in tre set da Andy Roddick. A fine settembre arriva in semifinale al torneo ATP di Palermo e in ottobre conquista la top 30 del ranking salendo al 28º posto.

### 2002, Hopman Cup, prima semifinale in un Master Series
Il 5 gennaio 2002 vince per la Spagna la Hopman Cup in coppia con Arantxa Sánchez Vicario, superando 2-1 in finale gli Stati Uniti di Monica Seles e Jan-Michael Gambill. Nei mesi successivi non riesce mai a passare il secondo turno nei tornei disputati; in aprile debutta in Coppa Davis nella sfida dei quarti di finale persa 3-1 contro gli Stati Uniti e viene sconfitto in singolare da Roddick, ritirandosi nel secondo singolare a risultato acquisito. Quello stesso mese raggiunge i quarti agli Internazionali d'Italia. In maggio perde la semifinale al Masters Series di Amburgo contro il nº 5 ATP Marat Safin dopo aver battuto negli ottavi il nº 2 Tommy Haas. Viene quindi eliminato al terzo turno al Roland Garros da Andre Agassi. Perde di nuovo in semifinale a 's-Hertogenbosch e viene eliminato al primo turno a Wimbledon. Tra i risultati di fine stagione vi sono la semifinale a Bastad, i quarti raggiunti a Stoccarda, i terzi turni al Cincinnati Masters e agli US Open e la semifinale persa a Stoccolma contro Paradorn Srichaphan. L'annata lo vede sempre attorno alla 30ª posizione mondiale.

### 2003, 15º nel ranking ATP e quarti di finale al Roland Garros
Nel 2003 cambia staff tecnico e si affida a Miguel Margets e Mariano Monachesi, ex allenatore degli argentini Calleri, Coria, Chela. Perde i primi quattro incontri disputati e a inizio marzo viene sconfitto in semifinale al torneo ATP di Dubai dal nº 10 ATP Jiří Novák, dopo aver superato negli ottavi il nº 7 Safin. Inizia la stagione su terra rossa in Europa arrivando in semifinale all'Estoril, a cui fanno seguito i quarti raggiunti a Barcellona, con cui arriva al 19º posto del ranking, e i terzi turni nei Masters di Monte-Carlo e Roma.
Al Roland Garros perde in cinque set nei quarti dal campione uscente Albert Costa, dopo aver eliminato il nº 1 ATP Lleyton Hewitt e il tre volte campione Gustavo Kuerten. Sull'erba di 's-Hertogenbosch viene eliminato nei quarti mentre a Wimbledon non va oltre il terzo turno. Perde quindi in luglio la semifinale a Båstad e la finale a Stoccarda contro il nº 7 ATP Guillermo Coria, risultati con cui migliora ancora il best ranking salendo in agosto al 15º posto. Eliminato al primo turno agli US Open, non ottiene risultati di rilievo nell'ultima parte della stagione.

### 2004, Coppa Davis, secondo titolo ATP e 12º nel ranking
Inizia il 2004 giungendo in semifinale in singolare e vincendo il doppio in coppia con Nadal a Chennai. Viene quindi eliminato nei quarti a Sydney e perde al primo turno dell'Australian Open contro Gastón Gaudio. Nel primo turno di Coppa Davis vinto 3-2 contro i cechi in febbraio, sconfigge in singolare Radek Štěpánek in quattro set e vince il doppio in coppia con Rafael Nadal. Sempre con Nadal perde in doppio nella sfida del secondo turno di Davis vinta 3-2 contro i Paesi Bassi. Dopo i quarti raggiunti a Milano e all'Estoril e il terzo turno al Miami Masters, il 2 maggio conquista il secondo titolo ATP superando in finale a Barcellona Gastón Gaudio con il punteggio di 6-3, 4-6, 6-2, 3-6, 6-3. Al Roland Garros lascia solo 4 game al terzo turno al nº 11 ATP Nicolás Massú e negli ottavi viene battuto dal nº 5 Carlos Moya. Tra i risultati significativi dell'estate vi sono la semifinale di 's-Hertogenbosch e quella persa in agosto nel Masters 1000 di Cincinnati contro Lleyton Hewitt.
Esordisce alle Olimpiadi ai Giochi di Atene e viene sconfitto al terzo turno da Tomáš Berdych con lo score di 6-7, 6-4, 6-8. Ai successivi US Open viene eliminato negli ottavi dal nº 2 del mondo Andy Roddick. Nella semifinale di Davis contro la Francia vince in doppio in coppia con Nadal e in singolare a risultato acquisito contro Paul-Henri Mathieu; la Spagna vince 4-1 e passa in finale. Viene eliminato da Andre Agassi in tre set nei quarti del Madrid Masters. Nella finale di Davis di dicembre a Siviglia perde il doppio con Juan Carlos Ferrero e l'ultimo singolare contro Mardy Fish, ma la Spagna, che viene nominata squadra dell'anno, si aggiudica il trofeo per la seconda volta nella sua storia sconfiggendo gli Stati Uniti per 3-2. Robredo sale in novembre al 12º posto del ranking e chiude l'anno per la prima volta nei primi 20.

### 2005, quarti di finale al Roland Garros
Il gennaio successivo viene eliminato al terzo turno dell'Australian Open e in febbraio in semifinale a Dubai. Esce quindi al quarto turno a Indian Wells e al terzo a Miami. Ottiene come miglior risultato del 2005 la finale a Estoril in aprile, nella quale perde in tre set contro il nº 5 ATP Gastón Gaudio; sempre a Estoril perde anche la finale in doppio assieme a Juan Ignacio Chela. Arriva ai quarti al Roland Garros per la seconda volta in tre anni e perde da Nikolaj Davydenko dopo aver superato Safin negli ottavi. Eliminato al primo turno a Wimbledon, in luglio perde in semifinale da Nadal a Båstad. Una settimana dopo perde a Stoccarda la finale del doppio in coppia con Mariano Hood. A inizio settembre arriva al quarto turno dell'US Open per il secondo anno consecutivo. I migliori risultati di fine stagione sono la semifinale a Vienna e i quarti di finale a Parigi-Bercy.

### 2006, titolo Masters Series, altro titolo ATP, 5º nel ranking e partecipazione alla Tennis Masters Cup
In gennaio arriva per la prima volta al quarto turno all'Australian Open e poco dopo viene sconfitto in entrambi i singolari nella sfida valevole per il primo turno di Coppa Davis persa contro la Bielorussia. Esce nei quarti di finale a inizio marzo a Las Vegas e in aprile a Monte-Carlo. A Barcellona viene sconfitto in finale da Nadal con il punteggio di 4-6, 4-6, 0-6. In maggio ottiene il successo più importante in carriera aggiudicandosi il Masters Series di Amburgo sconfiggendo in finale Radek Štěpánek con lo score di 6-1, 6-3, 6-3, risultato che gli consente di entrare per la prima volta nella top 10. Eliminato al quarto turno al Roland Garros e al secondo a Wimbledon, in luglio conquista il secondo trofeo stagionale a Båstad battendo 6-2, 6-1 in finale Nikolaj Davydenko.

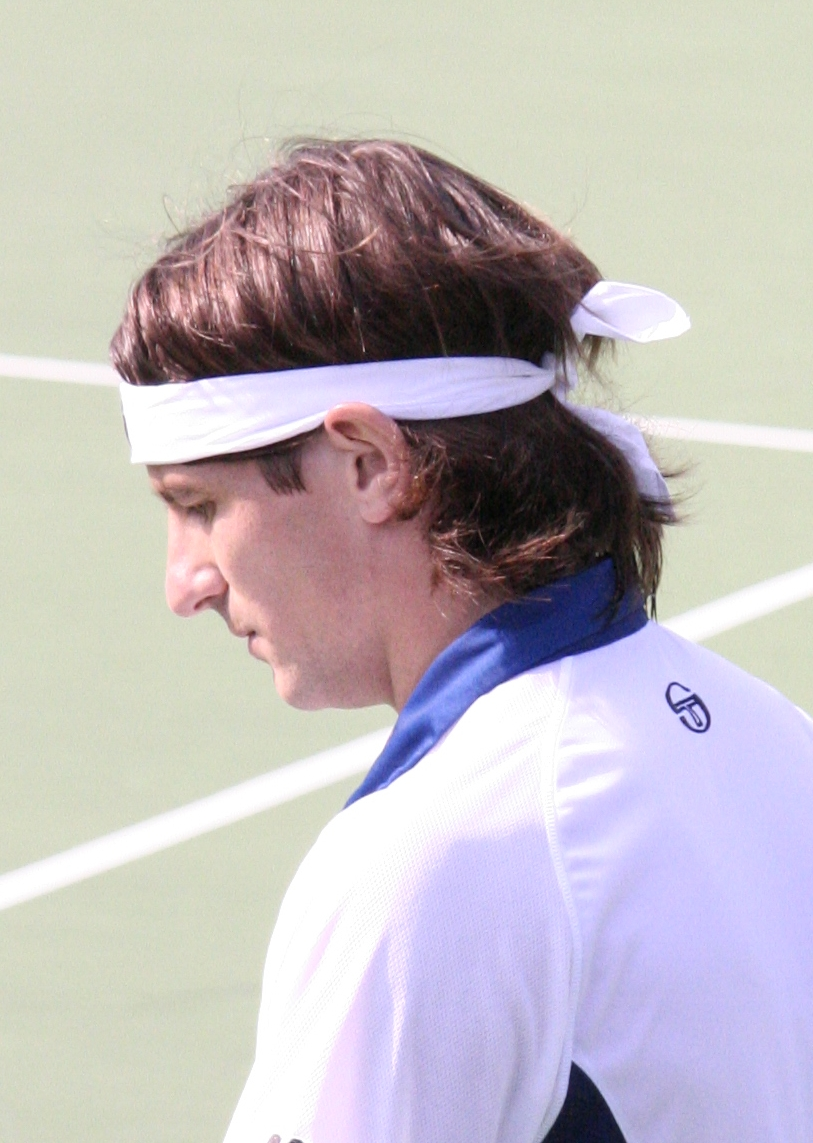
Australian Open 2007

Al Cincinnati Masters supera nei quarti il nº 3 del mondo Ivan Ljubičić e perde in semifinale da Juan Carlos Ferrero; con questo risultato si porta al 5º posto della classifica mondiale, che resterà il suo best ranking in carriera. Ai successivi US Open viene eliminato negli ottavi da Michail Južnyj. In settembre viene sconfitto in singolare da Filippo Volandri nella sfida di play-off contro l'Italia, sarà la sola sconfitta della Spagna che si impone 4-1 e resta nel Gruppo Mondiale. A fine stagione arriva in semifinale a Mumbai, nei quarti a Tokyo e soprattutto in semifinale nel Masters di Parigi-Bercy, dove perde in tre set da Davydenko. Chiude l'anno alla settima posizione del ranking e si guadagna il diritto di prendere parte alla Tennis Masters Cup di Shanghai, dove esce al round robin con le sconfitte da Nadal e Davydenko e l'inutile vittoria contro Blake.

### 2007, quarti all'Australian Open e Roland Garros e due titoli ATP
Comincia bene il 2007 con la finale raggiunta ad Auckland, persa in due set contro David Ferrer, e arrivando per la prima volta nei quarti all'Australian Open, dove viene eliminato in tre set da Federer. Arriva nei quarti anche a Rotterdam in febbraio e in marzo al Miami Masters. Nei quarti di Coppa Davis contro gli Stati Uniti perde il primo singolare contro James Blake e vince il secondo contro Bob Bryan quando gli americani erano già in vantaggio 3-0. Il 23 aprile torna di nuovo per una settimana al 5º posto del ranking. In maggio arriva in semifinale all'Estoril, sconfitto da Novak Đoković, e nei quarti agli Internazionali d'Italia, dove gli sbarra la strada Davydenko. Al successivo Roland Garros giunge per la terza volta in carriera ai quarti, dove gli viene negata la semifinale da Federer che lo supera in tre set.
A Wimbledon non va oltre il secondo turno e in agosto vince per la seconda volta in carriera il torneo di Sopot battendo in finale José Acasuso 7-5, 6-0. Nella trasferta americana sul cemento non supera mai il terzo turno, mentre a Pechino arriva in finale e perde contro il nº 7 del mondo Fernando González per 1-6, 6-3, 1-6. In ottobre conquista il suo primo titolo sul veloce superando 0-6, 6-2, 6-3 in finale Andy Murray a Metz. A fine stagione alcune premature sconfitte lo fanno retrocedere dall'8º al 10º posto del ranking ed è il primo degli esclusi dalla Tennis Masters Cup 2007. Al suo ultimo impegno stagionale esce nei quarti al Masters di Parigi-Bercy.

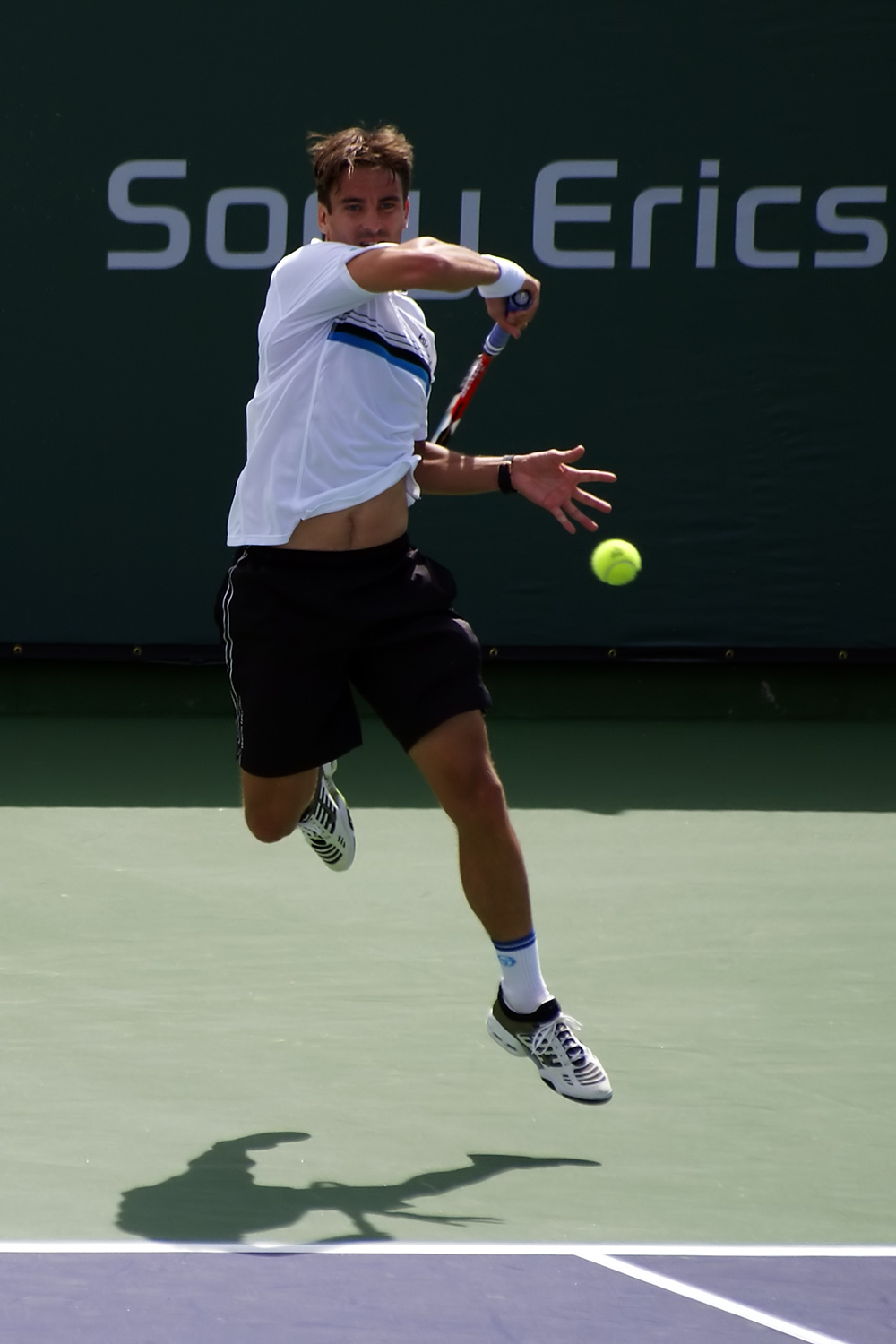
Tommy Robredo al Masters di Indian Wells del 2008

### 2008, un Masters Series in doppio, un titolo ATP e semifinale in doppio agli US Open
Nei primi tornei del 2008 non riesce mai a vincere più di un incontro fino ad aprile, quando perde la semifinale a Valencia contro il padrone di casa David Ferrer. Al Master Series di Monte Carlo esce al terzo turno ma vince in coppia con Rafael Nadal il titolo di doppio. Esce nei quarti nei successivi tornei di Barcellona e degli Internazionali d'Italia. Dopo l'eliminazione al terzo turno al Roland Garros, perde in due set la finale di Varsavia contro Davydenko. Esce al secondo turno a Wimbledon e subito dopo vince per la seconda volta consecutiva il torneo di Bastad superando in semifinale il nº 4 del mondo Ferrer e in finale Tomáš Berdych con il punteggio di 6-4, 6-1. Ai Giochi di Pechino, sua seconda partecipazione olimpica, perde al primo turno in tre set contro Andreas Seppi e agli US Open costringe a una battaglia negli ottavi il nº 3 del mondo Đoković, che si impone 6-3 al quinto set. Tra gli ultimi impegni stagionali spiccano i quarti raggiunti a Pechino in singolare e le semifinali in doppio ad Amburgo con Leander Paes e agli US Open con Sergio Roitman. Il 5 novembre esce definitivamente dalla top 10 in singolare, dove era rimasto quasi ininterrottamente dal maggio del 2006.

### 2009, due titoli ATP in singolare e uno in doppio
In gennaio arriva al quarto turno all'Australian Open e subito dopo in semifinale a Viña del Mar. Al successivo Brasil Open di Costa do Sauípe vince il suo ottavo titolo ATP in singolare battendo in finale Thomaz Bellucci per 6-3, 3-6, 6-4; si impone anche nel torneo di doppio in coppia con Marcel Granollers. La settimana dopo vince anche il torneo di Buenos Aires superando Juan Mónaco con lo score di 7-5, 2-6, 7-6. Un infortunio al polso destro lo costringe al ritiro durante l'incontro degli ottavi all'Indian Wells Masters, ma subito dopo si presenta al via del Miami Masters dove esce al terzo turno. Perde nei quarti di finale a Barcellona da Ferrer e al Roland Garros dal nº 5 del mondo Juan Martín del Potro. A Wimbledon si ferma al terzo turno e a Bastad viene eliminato in semifinale da Juan Monaco. Nei cinque tornei seguenti non va oltre il secondo turno e agli US Open viene sconfitto negli ottavi dal nº 1 del mondo Federer. Viene eliminato da Nadal al terzo turno nei Masters 1000 di Shanghai e Parigi-Bercy, mentre si spinge fino ai quarti a Valencia. A Parigi-Bercy e a Valencia perde in finale nel torneo di doppio assieme a Marcel Granollers. Conclude al 16º posto in singolare la stagione che l'ha visto stabile nella top 20.

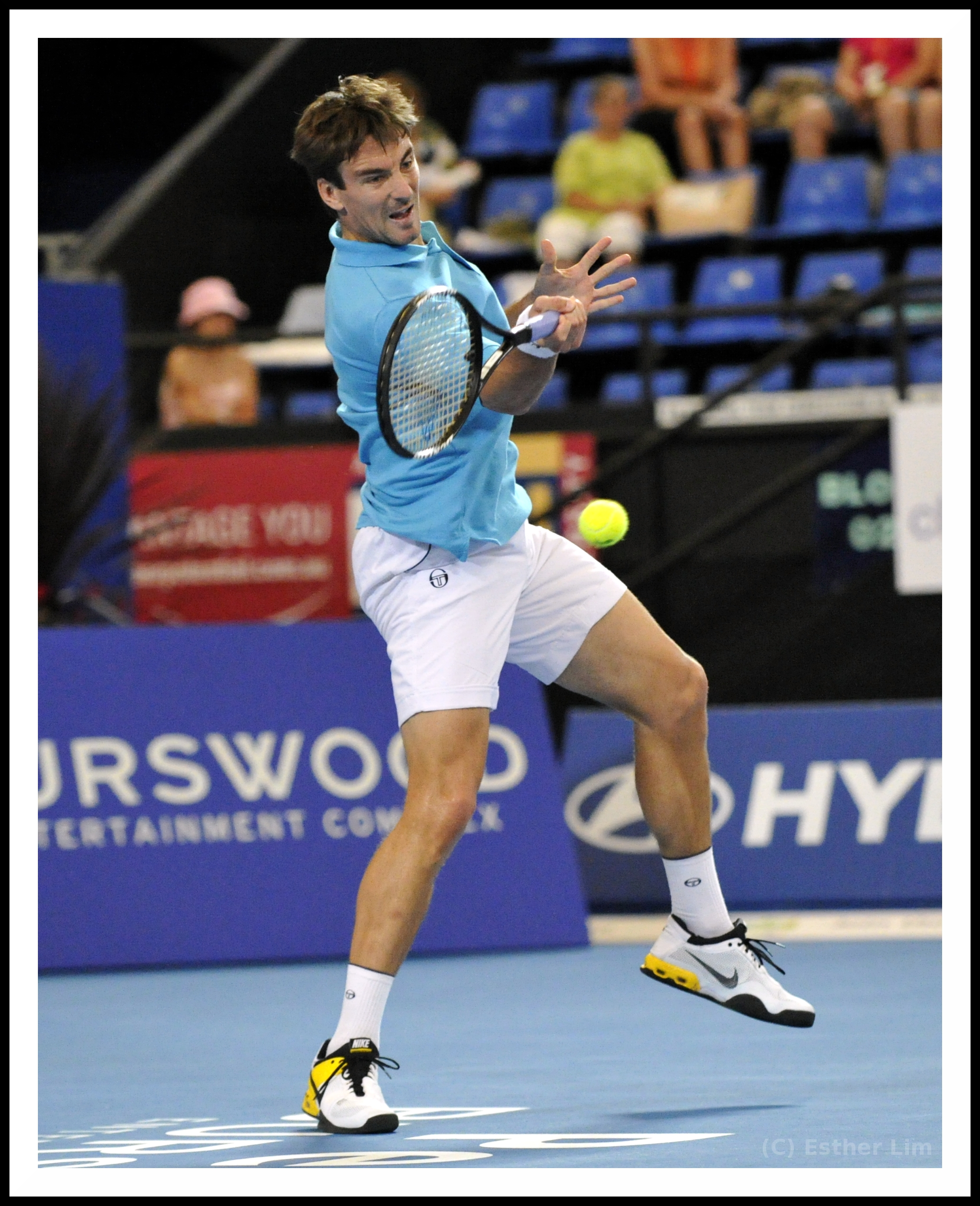
Robredo nel 2010

### 2010
Comincia male il 2010 e il primo risultato di rilievo è il quarto di finale che raggiunge in marzo al Masters di Indian Wells, seguito dalle eliminazioni al terzo turno a Miami e Monte-Carlo. Un infortunio alla schiena lo costringe al ritiro a Barcellona e a dare forfait ai Masters 1000 di Roma e Madrid. Rientra dopo una pausa di un mese e subisce tre sconfitte consecutive al Roland Garros, s-Hertogenbosch e Wimbledon, interrotte dalla semifinale raggiunta a Båstad. Nei cinque tornei successivi vince in totale due incontri e si riscatta parzialmente in settembre arrivando agli ottavi di finale degli US Open e nei quarti a Metz. Nel corso dell'anno retrocede progressivamente in classifica fino a chiudere la stagione al 50º posto, peggior risultato dal luglio 2001.

### 2011, decimo titolo ATP in singolare, secondo titolo in doppio e infortunio alla gamba
A inizio stagione vince il torneo di doppio ad Auckland in coppia con Marcel Granollers, mentre in singolare non va oltre il secondo turno. Viene quindi eliminato al quarto turno dell'Australian Open, dove strappa un set al nº 1 del mondo Federer. La settimana dopo conquista a Santiago del Cile il suo decimo titolo ATP superando in finale Santiago Giraldo con lo score di 6-2, 2-6, 7-6. Arriva in semifinale a Buenos Aires e un infortunio alla gamba lo costringe a dare forfait a metà marzo prima di disputare l'incontro dei quarti di finale a Indian Wells. Forza i tempi di recupero rientrando in aprile a Monte-Carlo e si ritira durante l'incontro di terzo turno. Rientra verso fine giugno a Wimbledon e viene eliminato al primo turno. Nei restanti sette tornei stagionali vince in totale due soli incontri. Il promettente inizio di stagione l'aveva portato in febbraio al 28º posto del ranking, ma dopo l'infortunio retrocede fino ad arrivare al 51º in dicembre.

### 2012, operazione alla gamba e uscita dalla top 100
Non gioca i tornei di inizio 2012 e in febbraio subisce un'operazione alla gamba, torna a giocare nel giugno successivo come 470º del ranking al torneo Città di Caltanissetta, evento dell'ATP Challenger Tour che si aggiudica sconfiggendo in finale il portoghese Gastão Elias. Tre settimane dopo vince anche il Challenger di Milano e in luglio torna nel circuito ATP uscendo al terzo turno a Båstad. Nel resto della stagione alterna presenze nei tornei ATP e nei tornei Challenger; in questi ultimi arriva in finale in settembre a Genova e a Siviglia. Tra i risultati confortanti nei tornei ATP vi sono le vittorie contro Seppi agli US Open e contro Jarkko Nieminen a Tokyo, rispettivamente nº 27 e 35 del ranking. Risale lentamente la classifica fino al 113º posto che raggiunge in novembre. Per la prima volta dopo 12 anni chiude la stagione fuori dalla top 100.

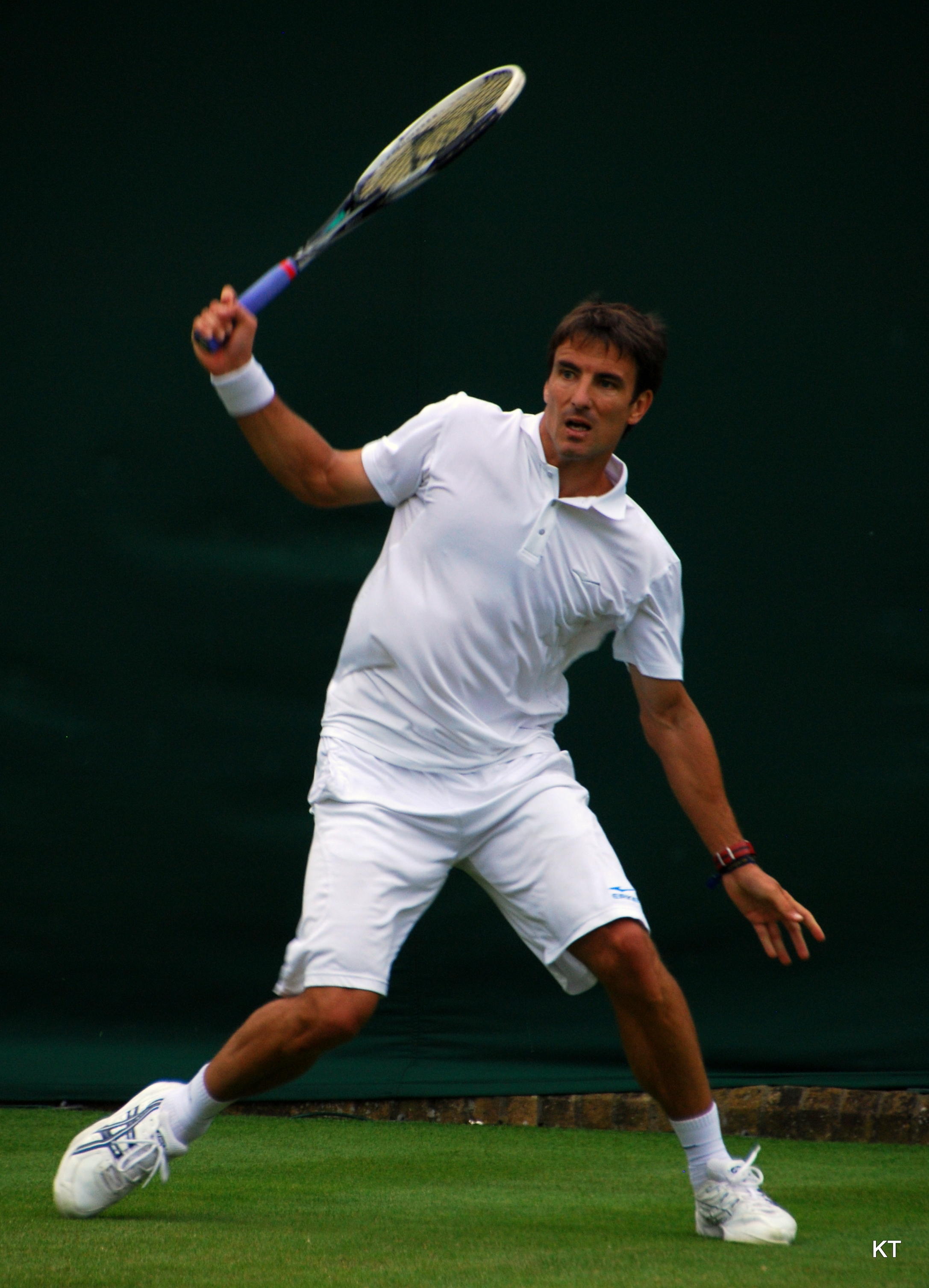
Wimbledon 2013

### 2013, ultimi due titoli ATP, quarti di finale agli US Open e ritorno nella top 20
Inizia la stagione vincendo a Brisbane il torneo di doppio in coppia con Marcelo Melo. Nei primi cinque tornei stagionali in singolare vince due soli incontri ma in febbraio a Buenos Aires raggiunge la semifinale che perde da Ferrer, risultato che lo riporta nella top 100. Il 14 aprile 2013 torna a vincere un torneo ATP a Casablanca battendo in finale il sudafricano Kevin Anderson con il punteggio di 7–6(6), 4-6, 6-3. Conferma la ritrovata forma a Barcellona, dove supera negli ottavi il nº 6 ATP Berdych prima di cedere al tie-break del terzo set contro l'emergente Milos Raonic. Al Roland Garros viene eliminato ai quarti di finale da David Ferrer con il punteggio di 2-6, 1-6, 1-6 dopo aver vinto al quinto set i tre incontri precedenti. A Wimbledon cede al terzo turno in tre set al futuro vincitore e nº 2 del mondo Andy Murray.
Il 28 luglio vince il suo 12º e ultimo torneo ATP in carriera battendo nella finale di Umago Fabio Fognini col punteggio di 6-0, 6-3. In agosto supera al secondo turno del Cincinnati Masters il nº 9 del mondo Stan Wawrinka e al terzo perde contro Berdych. Due settimane dopo dimostra l'ottimo stato di forma arrivando per la prima volta ai quarti di finale degli US Open sconfiggendo a sorpresa in tre set Roger Federer; al turno successivo raccoglie solo quattro game contro Nadal, futuro vincitore del torneo. Un infortunio al polso gli condiziona il finale di stagione, durante la quale ha risalito la classifica ATP fino a tornare il 23 settembre al 18º posto, miglior ranking dal febbraio 2010.

### 2014, vittoria sul nº 1 ATP Đoković
Comincia la stagione all'Australian Open uscendo negli ottavi per mano di Wawrinka dopo aver eliminato al turno precedente il nº 9 ATP Richard Gasquet. In febbraio perde in semifinale a Buenos Aires contro Fognini e nei tornei successivi ottiene discreti risultati arrivando però ai quarti solo a Rio de Janeiro. Al Roland Garros si spinge fino al terzo turno e perde in quattro set dal nº 11 ATP John Isner, mentre a Wimbledon viene battuto negli ottavi da Federer. In luglio torna in finale a Umago, ma si deve arrendere a Pablo Cuevas. Dopo il terzo turno raggiunto nel Masters di Toronto, desta sensazione al Cincinnati Masters superando in due set al terzo turno il nº 1 del mondo Novak Đoković prima di cedere in tre set al nº 6 Ferrer. Agli US Open, come nello Slam australiano di inizio anno, cede negli ottavi a Wawrinka. Tra i risultati di fine stagione spiccano la finale di settembre a Shenzhen e quella di ottobre a Valencia, perse entrambe contro Andy Murray in tre set. Per tutto l'anno si mantiene stabile attorno al 20º posto del ranking, chiudendo 17º.

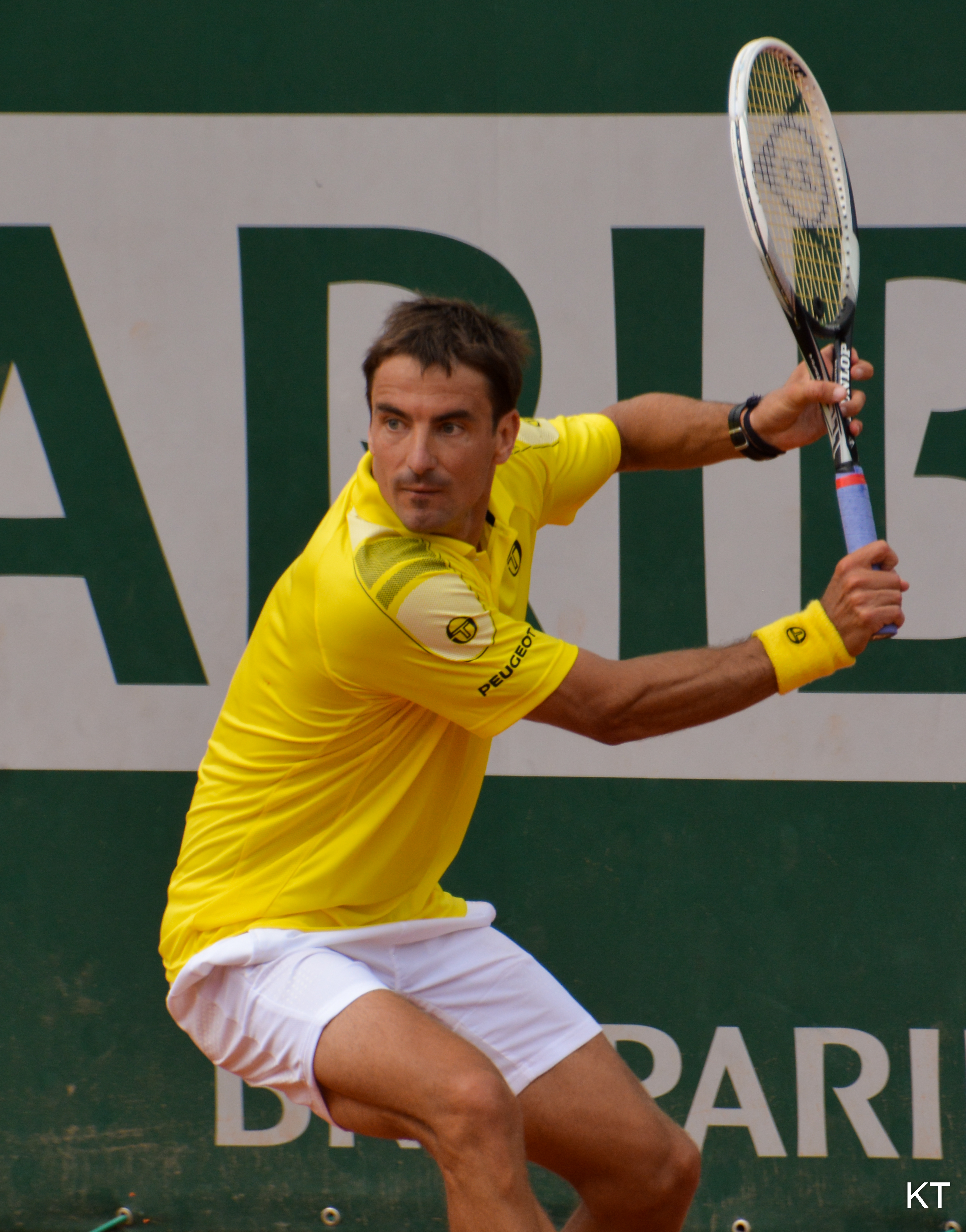
Roland Garros 2015

### 2015, ultima semifinale ATP in singolare
Dopo un inizio di stagione deludente, raggiunge i quarti a Buenos Aires, gli ottavi a Indian Wells e a Monte-Carlo e ancora i quarti a Barcellona. Infortuni a una gamba e a un piede lo costringono a saltare i Masters di Madrid e Roma. Rientra un mese dopo al Roland Garros perdendo al secondo turno. In luglio torna dopo cinque anni a giocare in Coppa Davis nella sfida vinta 3-2 dalla Russia; nel primo singolare ha la meglio su Evgenij Donskoj e nel secondo viene sconfitto da Andrej Rublëv. Al successivo torneo di Båstad perde in finale contro Benoît Paire, che in settembre lo sconfigge nuovamente nel terzo turno degli US Open. Verso fine anno perde nei quarti a San Pietroburgo e in semifinale a Shenzhen. Nella prima parte della stagione si mantiene attorno al 20º posto del ranking e nella seconda parte perde alcune posizioni chiudendo 42º.

### 2016, operazione al gomito e declino
Nei primi quattro tornei della stagione vince due soli incontri e un infortunio al gomito destro lo costringe ad interrompere l'attività verso fine febbraio. Il 27 aprile si opera e rientra a giocare a inizio settembre perdendo al primo turno nel Challenger di Genova. Nei mesi successivi non ottiene risultati soddisfacenti e riesce a giocare solo due tornei ATP, perdendo in entrambi al primo turno. Nei pochi Challenger disputati arriva tre volte nei quarti di finale. In ottobre raggiunge la posizione nº 487 del ranking e risale quindi fino alla nº 356 di dicembre.

### 2017, rientro tra i top 150
Nel gennaio 2017 perde altri punti in classifica e si ritrova al 550º posto, il peggiore dal novembre 1998. Riprende a giocare in febbraio nel circuito ATP battendo il nº 43 Fognini a Buenos Aires. Nei primi quattro tornei disputati vince un solo altro incontro ma si riprende al torneo ATP di Marrakech, dove al secondo turno batte il nº 12 del mondo Grigor Dimitrov e nei quarti cede di nuovo a Paire. A inizio maggio si spinge fino in finale nel torneo di doppio dell'Estoril in coppia con David Marrero. In quel periodo subisce in singolare una serie di sconfitte quasi ininterrotte nei tornei ATP e al Roland Garros, dopo le quali l'unico torneo ATP cui partecipa nel 2017 è quello di Båstad. I migliori risultati nei Challenger sono le semifinali a Milano e Manerbio e la finale persa in ottobre ad Alphen contro Jürgen Zopp. Risale la classifica fino al 147º posto raggiunto in ottobre.

### Ultimi anni nel circuito Challenger

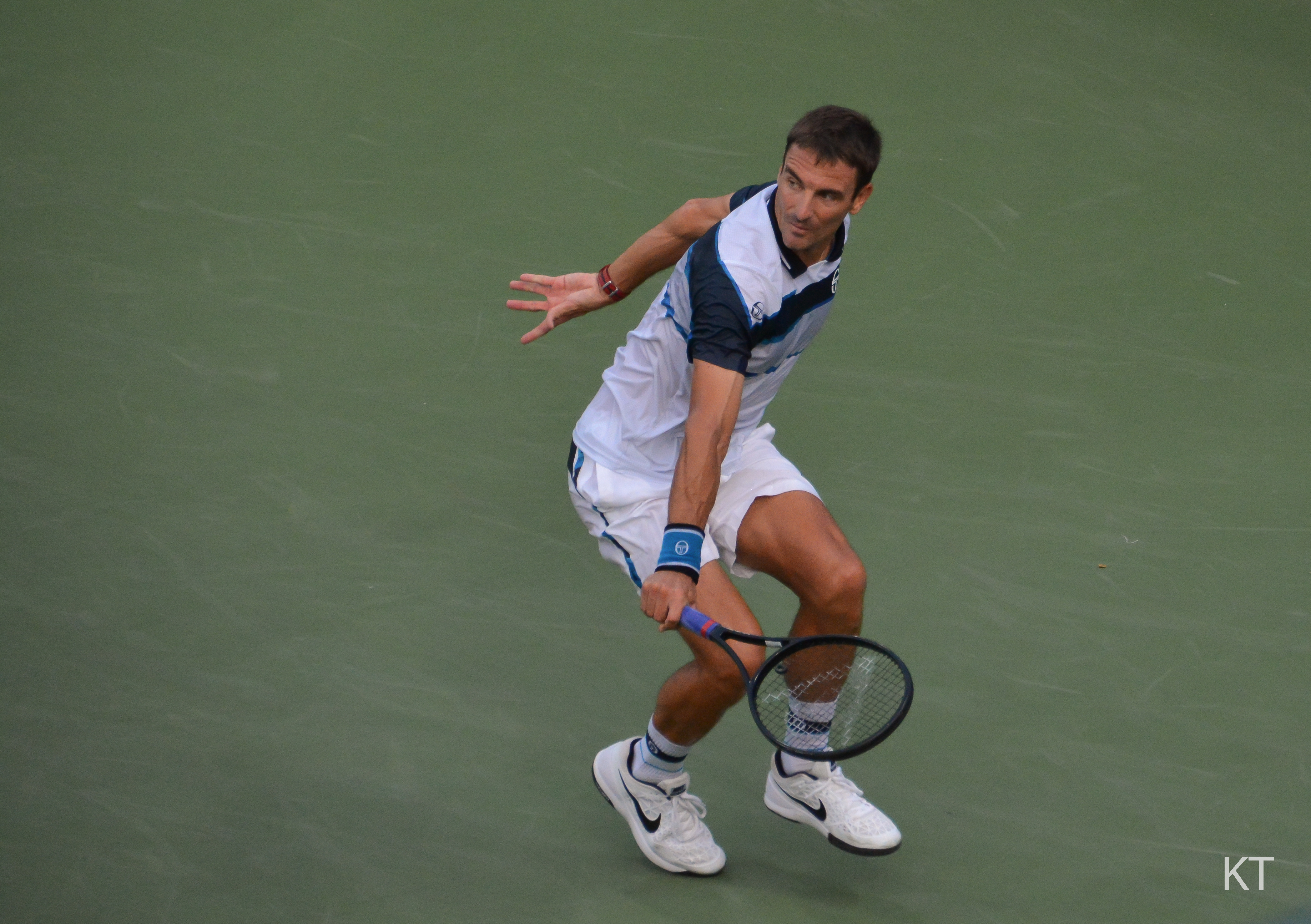
Robredo in azione contro Tsitsipas agli US Open 2018, ultimo incontro disputato in un torneo del Grande Slam

Nel 2018 tenta alcune volte di qualificarsi per un torneo maggiore e ci riesce solo in agosto agli US Open, dove perde al primo turno contro Stefanos Tsitsipas. Grazie a una wild-card era entrato nel tabellone principale in aprile al torneo ATP 500 di Barcellona, venendo eliminato al primo turno. Nei Challenger arriva in finale a Santiago del Cile in marzo, vince a Lisbona in maggio superando in finale Cristian Garín in tre set, e disputa un'altra semifinale in luglio a Padova. Il ranking stagionale oscilla tra la 158ª posizione di marzo e la 242ª di luglio. Nella prima parte del 2019 non ottiene alcun risultato importante fino a giugno, quando vince due Challenger consecutivi a Poznań e a Parma superando in finale rispettivamente Rudolf Molleker e Federico Gaio. Questi due titoli gli consentono di scalare 110 posizioni del ranking, salendo alla 174ª. La striscia vincente si interrompe nei quarti del successivo Milano ATP Challenger, sconfitto dalla testa di serie nº 1 Hugo Dellien. Non supera le qualificazioni ai tornei ATP di Umago e Gstaad e agli US Open, dove passa il primo turno sconfiggendo Gō Soeda ma perde al secondo da Kamil Majchrzak. Gli unici risultati di rilievo a fine stagione sono i quarti di finale raggiunti al Challenger di Biella e il terzo turno al Challenger di Barcellona.
Un infortunio gli impedisce di partecipare all'Australian Open 2020, salta quindi tutta la prima parte della stagione e rientra in agosto dopo l'interruzione delle attività a causa della pandemia di COVID19. Gioca solo in sette tornei, vincendo solo un incontro nelle qualificazioni del Masters romano e uno nelle qualificazioni del Roland Garros. Apre il 2021 raggiungendo le semifinali nel Challenger di Adalia e nel resto della stagione vince solo uno degli altri dieci incontri disputati. Nel 2022 fa il suo esordio stagionale in marzo al Monterrey Challenger e vince il suo ultimo incontro da professionista battendo al primo turno Kaichi Uchida. Non gioca altri tornei fino all'ATP 500 di Barcellona, dove aveva programmato di dare l'addio all'agonismo; accede al tabellone principale con una wild-card e il 18 aprile perde al primo turno contro Bernabé Zapata Miralles l'ultimo incontro della carriera, al termine del quale pubblico e colleghi gli rendono omaggio.

## Statistiche

### Singolare

#### Vittorie (12)
| Legenda                                          |
| Grande Slam (0)                                  |
| Tennis Masters Cup / ATP Finals (0)              |
| Masters Series / ATP Masters 1000 (1)            |
| ATP International Series Gold / ATP Tour 500 (1) |
| ATP International Series / ATP Tour 250 (10)     |

| N.  | Data             | Torneo                           | Superficie  | Avversario in finale | Punteggio               |
| 1.  | 29 luglio 2001   | Orange Warsaw Open, Sopot (1)    | Terra rossa | Albert Portas        | 1-6, 7-5, 7-6(2)        |
| 2.  | 2 maggio 2004    | Torneo Godó, Barcellona          | Terra rossa | Gastón Gaudio        | 6-3, 4-6, 6-2, 3-6, 6-3 |
| 3.  | 21 maggio 2006   | German Open Hamburg, Amburgo     | Terra rossa | Radek Štěpánek       | 6-1, 6-3, 6-3           |
| 4.  | 16 luglio 2006   | Swedish Open, Båstad (1)         | Terra rossa | Nikolaj Davydenko    | 6-2, 6-1                |
| 5.  | 5 agosto 2007    | Orange Warsaw Open, Sopot (2)    | Terra rossa | José Acasuso         | 7-5, 6-0                |
| 6.  | 7 ottobre 2007   | Open de Moselle, Metz            | Cemento (i) | Andy Murray          | 0-6, 6-2, 6-3           |
| 7.  | 13 luglio 2008   | Swedish Open, Båstad (2)         | Terra rossa | Tomáš Berdych        | 6-4, 6-1                |
| 8.  | 14 febbraio 2009 | Brasil Open, Costa do Sauípe     | Terra rossa | Thomaz Bellucci      | 6-3, 3-6, 6-4           |
| 9.  | 22 febbraio 2009 | Copa Telmex, Buenos Aires        | Terra rossa | Juan Mónaco          | 7-5, 2-6, 7-6(5)        |
| 10. | 6 febbraio 2011  | Movistar Open, Santiago del Cile | Terra rossa | Santiago Giraldo     | 6-2, 2-6, 7-6(5)        |
| 11. | 14 aprile 2013   | Grand Prix Hassan II, Casablanca | Terra rossa | Kevin Anderson       | 7-6(6), 4-6, 6-3        |
| 12. | 28 luglio 2013   | Croatia Open Umag, Umago         | Terra rossa | Fabio Fognini        | 6-0, 6-3                |

#### Finali perse (11)
| Legenda                                          |
| Grande Slam (0)                                  |
| Tennis Masters Cup / ATP Finals (0)              |
| Masters Series / ATP Masters 1000 (0)            |
| ATP International Series Gold / ATP Tour 500 (3) |
| ATP International Series / ATP Tour 250 (8)      |

| N.  | Data              | Torneo                                       | Superficie  | Avversario in finale | Punteggio           |
| 1.  | 15 aprile 2001    | Grand Prix Hassan II, Casablanca             | Terra rossa | Guillermo Cañas      | 5-7, 2-6            |
| 2.  | 20 luglio 2003    | Mercedes Cup, Stoccarda                      | Terra rossa | Guillermo Coria      | 2-6, 2-6, 1-6       |
| 3.  | 1º maggio 2005    | Estoril Open, Estoril                        | Terra rossa | Gastón Gaudio        | 1-6, 6-2, 1-6       |
| 4.  | 30 aprile 2006    | Torneo Godó, Barcellona                      | Terra rossa | Rafael Nadal         | 4-6, 4-6, 0-6       |
| 5.  | 14 gennaio 2007   | Heineken Open, Auckland                      | Cemento     | David Ferrer         | 4-6, 2-6            |
| 6.  | 16 settembre 2007 | China Open, Pechino                          | Cemento     | Fernando González    | 1-6, 6-3, 1-6       |
| 7.  | 15 giugno 2008    | Orange Warsaw Open, Varsavia                 | Terra rossa | Nikolaj Davydenko    | 3-6, 3-6            |
| 8.  | 27 luglio 2014    | Croatia Open, Umago                          | Terra rossa | Pablo Cuevas         | 3-6, 4-6            |
| 9.  | 28 settembre 2014 | Shenzhen Open, Shenzhen                      | Cemento (i) | Andy Murray          | 7-5, 6(9)-7, 1-6    |
| 10. | 26 ottobre 2014   | Open de Tenis Comunidad Valenciana, Valencia | Cemento (i) | Andy Murray          | 6-3, 6(7)-7, 6(8)-7 |
| 11. | 26 luglio 2015    | Swedish Open, Båstad                         | Terra rossa | Benoît Paire         | 6(7)-7, 3-6         |

### Doppio

#### Vittorie (5)
| Legenda                                          |
| Grande Slam (0)                                  |
| Tennis Masters Cup / ATP Finals (0)              |
| Masters Series / ATP Masters 1000 (1)            |
| ATP International Series Gold / ATP Tour 500 (0) |
| ATP International Series / ATP Tour 250 (4)      |

| N. | Data             | Torneo                                 | Superficie  | Compagno          | Avversari in finale          | Punteggio        |
| 1. | 5 gennaio 2004   | Chennai Open, Chennai                  | Cemento     | Rafael Nadal      | Jonathan Erlich Andy Ram     | 7-6(3), 4-6, 6-3 |
| 2. | 27 aprile 2008   | Monte-Carlo Rolex Masters, Monte Carlo | Terra rossa | Rafael Nadal      | Mahesh Bhupathi Mark Knowles | 6-3, 6-3         |
| 3. | 14 febbraio 2009 | Brasil Open, Costa do Sauípe           | Terra rossa | Marcel Granollers | Lucas Arnold Ker Juan Mónaco | 6-4, 7-5         |
| 4. | 15 gennaio 2011  | Heineken Open, Auckland                | Cemento     | Marcel Granollers | Johan Brunström Stephen Huss | 6–4, 7–6(6)      |
| 5. | 6 gennaio 2013   | Brisbane International, Brisbane       | Cemento     | Marcelo Melo      | Eric Butorac Paul Hanley     | 4-6, 6-1, [10-5] |

#### Finali perse (6)
| Legenda                                          |
| Grande Slam (0)                                  |
| Tennis Masters Cup / ATP Finals (0)              |
| Masters Series / ATP Masters 1000 (1)            |
| ATP International Series Gold / ATP Tour 500 (3) |
| ATP International Series / ATP Tour 250 (2)      |

| N. | Data             | Torneo                                       | Superficie  | Compagno           | Avversari in finale              | Punteggio   |
| 1. | 29 aprile 2001   | Torneo Godó, Barcellona                      | Terra rossa | Fernando Vicente   | Donald Johnson Jared Palmer      | 6(2)-7, 4-6 |
| 2. | 1º maggio 2005   | Estoril Open, Estoril (1)                    | Terra rossa | Juan Ignacio Chela | František Čermák Leoš Friedl     | 3-6, 4-6    |
| 3. | 24 luglio 2005   | Mercedes Cup, Stoccarda                      | Terra rossa | Mariano Hood       | José Acasuso Sebastián Prieto    | 6(4)-7, 3-6 |
| 4. | 8 novembre 2009  | Open de Tenis Comunidad Valenciana, Valencia | Cemento (i) | Marcel Granollers  | František Čermák Michal Mertiňák | 4-6, 3-6    |
| 5. | 15 novembre 2009 | BNP Paribas Masters, Parigi                  | Cemento (i) | Marcel Granollers  | Daniel Nestor Nenad Zimonjić     | 3-6, 4-6    |
| 6. | 7 maggio 2017    | Millennium Estoril Open, Cascais (2)         | Terra rossa | David Marrero      | Ryan Harrison Michael Venus      | 5-7, 2-6    |

## Risultati in progressione

### Singolare
| Sigla | Risultato               |
| ----- | ----------------------- |
| V     | Vincitore               |
| F     | Finalista               |
| SF    | Semifinalista           |
| O     | Oro olimpico            |
| A     | Argento olimpico        |
| SF    | Bronzo olimpico         |
| QF    | Quarti di Finale        |
| 4T    | Quarto turno            |
| 3T    | Terzo turno             |
| 2T    | Secondo turno           |
| 1T    | Primo turno             |
| RR    | Round Robin             |
| LQ    | Turno di qualificazione |
| A     | Assente                 |
| ND    | Non disputato           |

| Legenda superfici    |
| -------------------- |
| Cemento              |
| Terra battuta        |
| Erba                 |
| Superficie variabile |

| Torneo                     | 2001 | 2002 | 2003 | 2004 | 2005 | 2006 | 2007 | 2008 | 2009 | 2010 | 2011 | 2012 | 2013 | 2014 | 2015 | 2016 | 2017 | 2018 | 2019 | 2020 | 2021 | 2022 | Titoli | V-S    |
| -------------------------- | ---- | ---- | ---- | ---- | ---- | ---- | ---- | ---- | ---- | ---- | ---- | ---- | ---- | ---- | ---- | ---- | ---- | ---- | ---- | ---- | ---- | ---- | ------ | ------ |
| Tornei Grande Slam         |      |      |      |      |      |      |      |      |      |      |      |      |      |      |      |      |      |      |      |      |      |      |        |        |
| Australian Open, Melbourne | 1T   | 2T   | 1T   | 1T   | 3T   | 4T   | QF   | 2T   | 4T   | 1T   | 4T   | A    | 1T   | 4T   | 1T   | 2T   | A    | A    | Q1   | A    | Q1   | A    | 0/15   | 21-15  |
| Roland Garros, Parigi      | 4T   | 3T   | QF   | 4T   | QF   | 4T   | QF   | 3T   | QF   | 1T   | A    | A    | QF   | 3T   | 2T   | A    | 2T   | Q1   | Q1   | Q2   | Q1   | A    | 0/14   | 37-14  |
| Wimbledon, Londra          | 2T   | 1T   | 3T   | 2T   | 1T   | 2T   | 2T   | 2T   | 3T   | 1T   | 1T   | A    | 3T   | 4T   | 1T   | A    | A    | A    | A    | ND   | Q1   | A    | 0/14   | 14-14  |
| US Open, New York          | 4T   | 3T   | 1T   | 4T   | 4T   | 4T   | 3T   | 4T   | 4T   | 4T   | A    | 2T   | QF   | 4T   | 3T   | A    | A    | 1T   | Q2   | A    | A    | A    | 0/15   | 35-15  |
| Vittorie–Sconfitte         | 7-4  | 5-4  | 6-4  | 7-4  | 9-4  | 10-4 | 11-4 | 7-4  | 12-4 | 3-4  | 3-2  | 1-1  | 10-4 | 11-4 | 3-4  | 1-1  | 1-1  | 0-1  | 0-0  | 0-0  | 0-0  | 0-0  | 0/58   | 107-58 |
| ATP World Tour Finals      |      |      |      |      |      |      |      |      |      |      |      |      |      |      |      |      |      |      |      |      |      |      |        |        |
| ATP World Tour Finals      | A    | A    | A    | A    | A    | RR   | A    | A    | A    | A    | A    | A    | A    | A    | A    | A    | A    | A    | A    | A    | A    | A    | 0/1    | 1-2    |